# 下王子区
18°03′10″N 63°02′33″W / 18.05278°N 63.04250°W
下王子区（英语：Lower Prince's Quarter；荷兰语：Beneden Prinsen Kwartier）是荷兰王国在加勒比海的构成国中圣马丁的一座城镇，位于该国靠近法国海外属地圣马丁的东北边缘。2015年，人口8143。为圣马丁岛（荷属圣马丁）的最大城镇。